# Proctor (Texas)
Proctor è una comunità non incorporata della contea di Comanche, Texas, Stati Uniti. Secondo l'Handbook of Texas, la comunità aveva una popolazione stimata di 220 abitanti nel 2000.
Si trova lungo la U.S. Route 377 nella parte orientale della contea di Comanche, a circa dodici miglia a nord-est di Comanche.
Thomas O. Moore fondò la comunità nel 1872. L'insediamento fu trasferito sul suo attuale sito nei primi anni 1890 per essere sulla rotta della Fort Worth and Rio Grande Railway. Brevemente nota come Camden, il nome fu presto cambiato in Proctor. All'inizio del XX secolo, Proctor prosperò, ma iniziò a cadere in declino negli anni 1930. La comunità è ora casa di circa 220 residenti.
Anche se Proctor non è incorporata, ha un ufficio postale, con lo ZIP code 76468. L'educazione pubblica nella comunità è fornita dal Comanche Independent School District.